# Улица Судакова
Улица Судако́ва — улица, расположенная в Юго-Восточном административном округе города Москвы на территории района Люблино.
Нумерация домов начинается от Люблинской улицы.

## История
Улица названа в 1966 году (название утверждено 3 декабря 1966 года) в честь Героя Советского Союза, танкиста Михаила Павловича Судакова, который жил и работал в районе этой улицы.
До 1966 года — улица Кирова в бывшем городе Люблино.

## Расположение
Улица Судакова начинается от Люблинской улицы и идёт на восток. С юга к ней примыкает проезд Кирова, далее улица пересекает проспект 40 лет Октября, Краснодонскую улицу и Армавирскую улицу. Заканчивается в том месте, где пересекаются Совхозная улица и Новороссийская улица, переходя в Новороссийскую улицу.

## Транспорт

### Автобус
- 280 — от Люблинской улицы до Новороссийской улицы и обратно
- 312 — от Люблинской улицы до проспекта 40 лет Октября
- 657 — от Краснодонской улицы до Новороссийской улицы и обратно
- т74 — от Люблинской улицы до Краснодонской улицы и обратно

На участке между Совхозной и Новороссийской улицами общественного транспорта нет.

### Метро
- Станция метро «Люблино» Люблинско-Дмитровская линии — в 200—300 м на северо-восток от конца улицы.

### Железнодорожный транспорт
- Платформа «Депо» Курского направления МЖД — в 990 м на запад от начала улицы.